# Catostemma lemense
Catostemma lemense är en malvaväxtart som beskrevs av Sanoja. Catostemma lemense ingår i släktet Catostemma och familjen malvaväxter. Inga underarter finns listade i Catalogue of Life.